# Argyrodes cylindratus
Argyrodes cylindratus är en spindelart som beskrevs av Tord Tamerlan Teodor Thorell 1898. Argyrodes cylindratus ingår i släktet Argyrodes och familjen klotspindlar. Inga underarter finns listade i Catalogue of Life.

## Bildgalleri

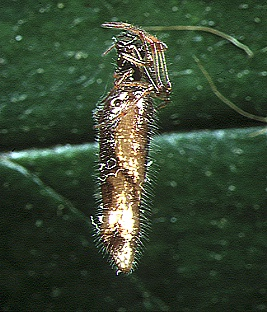
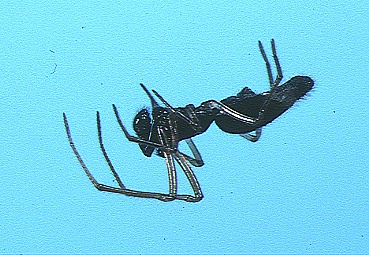